# پیتر استروب
پیتر استروب (انگلیسی: Peter Straub; ۲ مارس ۱۹۴۳ – ۴ سپتامبر ۲۰۲۲) رمان‌نویس، شاعر اهل ایالات متحده آمریکا بود. او داستان‌های ماوراء طبیعی و ترسناک متعددی را نوشت و منتشر کرد. وی همچنین در سال ۱۹۸۴ رمانی با نام طلسم را با استیون کینگ به صورت مشترک نوشتند. استروب در طول دوره فعالیت حرفه‌ای خود برنده جوایزی همچون جایزه جهانی فانتری برای رمان و جایزه برام استوکر شده‌است.

## زندگی شخصی و مرگ
در سال ۱۹۶۶، استروب با سوزان بیتکر ازدواج کرد. آنها صاحب دو فرزند شدند؛ دختر آنها، اما استروب، نیز رمان‌نویس است. این خانواده از سال ۱۹۶۹ تا ۱۹۷۲ در دوبلین، از سال ۱۹۷۲ تا ۱۹۷۹ در لندن و از سال ۱۹۷۹ به بعد در منطقه شهر نیویورک زندگی کردند.
استروب در بیمارستانی در منهتن در ۴ سپتامبر ۲۰۲۲ در سن ۷۹ سالگی بر اثر عوارض شکستگی لگن درگذشت. در زمان مرگ او و همسرش در بروکلین زندگی می‌کردند.